# Знак Хаосу
Знак Хаосу — фентезі роман американського письменника Роджера Желязни, що був опублікований в 1987 році. Це третій роман другого п'ятикнижжя Хронік Амбера (тобто восьма книга серії книг про Амбер). Назва цієї книги є певним відзеркаленням третьої книги в серії книг про Амбер, а саме книги Знак Єдинорога.
Роман був номінований в 1988 году на премію Locus Award.

## Сюжет
Мерлін зі своїм другом Люком знаходиться у дивному барі, що заселений персонажами Аліси у Дивокраї. Через деякий час Мерлін усвідомлює, що цей світ — галюцинація Люка, що, можливо, викликана прийняттям чогось на зразок ЛСД і втілено в реальність завдяки владі Люка над Тінями. Мерлін свого час мав подібний досвід, після чого затявся не мати справи з наркотичними речовинами. На них починає полювання істота Вогненний Янгол — істота із Хаосу. Істота зчіпляється з іншим монстром Курзу-Верзу, що дещо ослаблює її. Мерлін вбиває Вогняного Янгола мечем-штричем (теж породженням Дивокраю). Йому також вдається дещо привести до тями Люка медикаментами, але не цілком. Тож залишає його в цьому дивному барі, щоб той повністю прийшов в себе.
Мерлін вважає, що Янгола прислали з Хаосу, тож зустрічається зі своїм зведеним братом Мандором. Під час їх розмови на контакт з Мерліном виходить Фіона. Мерлін знайомить Фіону та Мандрора. Фіона занепокоїна новим лабіринтом, створеним батьком Мерліна Корвіном. Вона бере Мандора на дослідження Тіньової Бурі.
Мерлін знайомиться з Корал, дочкою прем'єр міністра Беґми, одного з ближніх до Амбера королівств. Він показує їй Амбер і, зрештою, та умовляє його показати їй лабіринт. Мерлін, не підозрюючи лихого, показує. Корал вступає на початок лабіринту і виявляється, що вона дочка Оберона. Тож лабіринт не зашкодив їй і вона з допомогою порад Мерліна проходить його і просить лабіринт перенести її туди, куди захоче сам лабіринт. Корал зникає невідомо куди.
Мерлін повертається в палац де розчакловує Джасру, матір Люка, укладає з нею угоду і разом з нею та Мандором відбиває магічну Вежу Чьотирьох світів від свого брата Юрта та чарівника в Масці. Юрту вдається підсилити себе за допомогою спеціального ритуалу проведеного чарівником в Масці, проте ритуал був не завершений до кінця, зірваний нападом Мерліна. Мерлін ранить чарівника, який виявляється давньою подругою Мерліна Джулією. Юрт підхоплює Джулію та зникає в невідомому напрямку.